# Ditlieb Felderer
Ditlieb Felderer (* 23. April 1942 in Österreich; hat die schwedische Staatsbürgerschaft angenommen und lebt in Schweden) gehört zu der Gruppe der Geschichtsrevisionisten, die den Holocaust leugnen (siehe auch: Holocaustleugnung).
Felderer ist Herausgeber des Jewish Information Bulletin, einem Magazin, das mit Informationen über Judentum nichts zu tun hat, sondern antisemitische, mit pornographischen Elementen versehene Karikaturen verbreitet. Er trat im Prozess gegen den Holocaustleugner Ernst Zündel 1988 in Toronto als von Zündel benannter Zeuge auf. Felderer ist mehrfach vorbestraft, unter anderem wegen Volksverhetzung, und hat in Schweden mehrmonatige Freiheitsstrafen verbüßt.